# 近江谷栄次

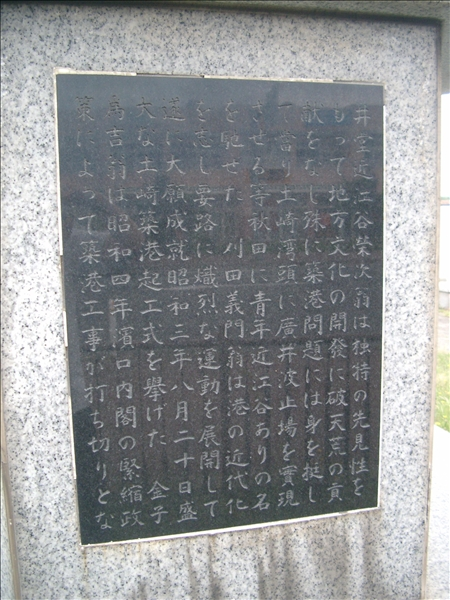
【写真1】
近江谷栄次ら秋田港築港貢献者を讃える石碑（セリオン近く）
碑文
「井堂近江谷栄次翁は独特の先見性をもって地方文化の開発に破天荒の貢献をなし殊に築港問題には身を挺して当り土崎湾頭に廣井波止場を実現させる等秋田に青年近江谷ありの名を馳せた。刈田義門翁は…」（後略）

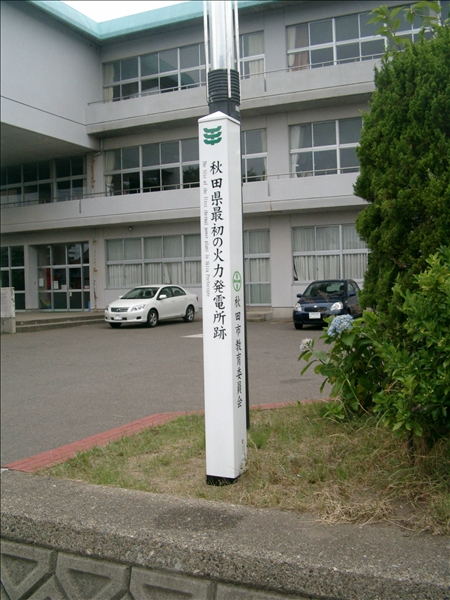
【写真2】
近江谷発電所跡地（土崎南小学校）
碑文「秋田県最初の火力発電所跡」

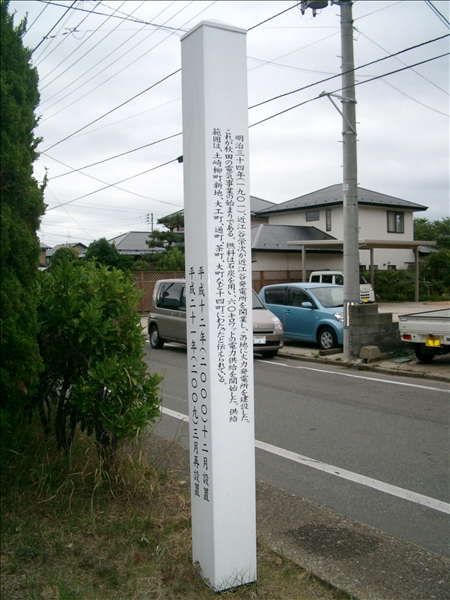
【写真3】
近江谷発電所跡地（土崎南小学校）
碑文「明治34年（1901）、近江谷栄次が近江谷発電所を開業し、この地に火力発電所を建設した。これが秋田の電気事業の始まりである。燃料は石炭を用い、60キロワットの電力供給を開始した。供給範囲は、土崎柳町新地、大工町、通町、茶町、大町など14町にわたったと伝えられている。」

近江谷 栄次（おうみや えいじ、1874年（明治7年）1月20日 - 1942年（昭和17年）6月8日）は、日本の実業家、衆議院議員。号は井堂。秋田県出身。小牧近江（翻訳家・社会運動家）、島田晋作（衆議院議員）は子。

## 略歴
秋田県南秋田郡一日市村（現八郎潟町）の生まれ。旧姓名は畠山留吉
。16歳のとき、土崎港（現在の秋田市土崎港）の商人近江谷家の養子となる。最終学歴は、秋田中学校中退。1889年（明治22年）栄治（のちに栄次）の名を襲名すると、20代の青年にして地元経済の基盤作りに取り組み始める。
私財を投じての秋田港改修工事は、13年かかって1902年（明治35年）に終了。改修後の港は近江谷が招請した廣井勇にちなんで「廣井波止場」と名づけられたが、「近江谷波止場」とも呼ばれた。
1896年（明治29年）、旧秋田銀行の設立に参加。
1901年（明治34年）には、秋田県で初の火力発電所（近江谷発電所）を現在の秋田市立土崎南小学校の位置に建設。燃料は石炭を用い、60キロワットの電力供給を開始した。供給範囲は土崎地区内にとどまらず、通町、大町といった秋田市中心部にも及んだ。
また、1908年（明治41年）に操業開始した国鉄の工場（現在の秋田総合車両センター）の誘致では、自家所有地3万坪を無償提供した。
一方、政治家としては、土崎港町会議員、南秋田郡会議員、秋田県会議員を歴任。1904年（明治37年）3月、第9回衆議院議員総選挙に秋田県郡部区から出馬して初当選し、以来、2期務めた。1910年（明治43年）、ブリュッセルで開催の第1回万国議員会議に出席。
1916年（大正5年）、土崎港町長となる。
その他、1917年（大正6年）に土崎幼稚園を創設している。
1942年（昭和17年）、東京都で死去。享年68。

## エピソード
1910年、万国議員会議に向かう際、子の小牧近江を帯同。これが小牧がパリ大学を卒業し、帰国後に社会運動に身を投じるきっかけとなった。

## 関連書
- 小牧近江編『近江谷井堂』近江谷小牧、1971年。 ASIN B000J9GZWY
- 衆議院・参議院『議会制度百年史 衆議院議員名鑑』大蔵省印刷局、1990年。